# Distretto di Beichen
Il distretto di Beichen (cinese semplificato: 北辰区; cinese tradizionale: 北辰區; mandarino pinyin: Běichén Qū) è un distretto di Tientsin. Ha una superficie di 478 km² e una popolazione di 320.000 abitanti al 2004.